# Аеродром Ханија
Међународни аеродром Даскалојанис Ханија (грч. Κρατικός Αερολιμένας Χανίων „Δασκαλογιάννης”) је међународни аеродром града Ханије, другог по величини на највећем грчком острву Крит. На тај начин аеродром опслужује туристичка одредишта западног дела острва. Аеродром се налази 14 km северозападно од града Ханија. 
Аеродром у Ханији махом опслужује туристе, па преовлађују сезонске линије и чартери. И поред тога, овај аеродром спада међу десет најпрометнијих ваздушних лука у држави. По последњим подацима из 2024. године кроз аеродром је прошло скоро 4 милиона путника. 

## Авио-компаније и дестинације
Следеће авио-компаније обављају редовне и чартер летове на аеродрому Ханија:
| Airlines                        | Destinations |
| ------------------------------- | --- |
| Aegean Airlines                 | Athens, Thessaloniki Seasonal: Rhodes (begins 30 May 2025), Tel Aviv |
| Air Serbia                      | Seasonal: Belgrade |
| Animawings                      | Seasonal: Bucharest–Otopeni |
| Austrian Airlines               | Seasonal: Vienna |
| Braathens International Airways | Seasonal charter: Gothenburg, Östersund Stockholm-Arlanda |
| British Airways                 | Seasonal: London–Heathrow |
| Brussels Airlines               | Seasonal: Brussels |
| Condor                          | Seasonal: Düsseldorf, Frankfurt, Hamburg, Leipzig/Halle, Munich |
| Discover Airlines               | Seasonal: Frankfurt, Munich |
| easyJet                         | Seasonal: Amsterdam Basel/Mulhouse Berlin, Bristol, Geneva, Glasgow, London–Gatwick, London–Luton, Lyon, Manchester, Milan–Malpensa, Nantes (begins 29 June 2025), Nice |
| Edelweiss Air                   | Seasonal: Zurich |
| Eurowings                       | Seasonal: Düsseldorf, Graz, Hamburg, Stuttgart |
| Finnair                         | Seasonal: Helsinki |
| flydubai                        | Seasonal: Dubai–International (begins 23 June 2025) |
| Israir Airlines                 | Seasonal: Tel Aviv |
| Jet2.com                        | Seasonal: Birmingham, Bristol, Leeds/Bradford, London–Stansted, Manchester, Newcastle upon Tyne |
| Luxair                          | Seasonal: Luxembourg |
| Marabu                          | Seasonal: Hamburg, Munich |
| Neos                            | Seasonal: Milan-Malpensa (begins 24 May 2025) |
| Norwegian Air Shuttle           | Seasonal: Bergen, Copenhagen, Helsinki, Oslo, Stockholm–Arlanda |
| Ryanair                         | Paphos, Thessaloniki Seasonal: Athens, Bergamo, Birmingham, Bologna, Bournemouth (resumes 2 June 2025), Bucharest–Otopeni, Budapest, Charleroi, Dublin, East Midlands, Gdańsk, Hahn, Kraków, Leeds/Bradford, London–Stansted, Malta, Manchester, Marseille, Memmingen, Naples, Newcastle upon Tyne, Nuremberg, Pisa, Poznań, Rome–Fiumicino, Sofia, Stockholm–Arlanda, Tel Aviv (begins 1. јун 2025.), Treviso, Vienna, Warsaw–Modlin, Weeze, Wrocław |
| Scandinavian Airlines           | Seasonal: Copenhagen, Oslo, Stockholm–Arlanda Seasonal charter: Aalborg, Bergen, Bodø, Gothenburg, Haugesund, Kristiansand, Stavanger, Tromsø, Trondheim |
| Sky Express                     | Athens Seasonal charter: Brno (begins 8 June 2025) |
| Smartwings                      | Seasonal: Bratislava (begins 26 May 2025), Prague Seasonal charter: Poznan (begins 1 June 2025), Debrecen |
| Sunclass Airlines               | Seasonal charter: Billund, Copenhagen, Gothenburg, Helsinki, Malmö, Oslo, Stavanger, Stockholm–Arlanda, Trondheim |
| Transavia                       | Seasonal: Amsterdam, Lyon, Paris–Orly |
| TUI Airways                     | Seasonal: Birmingham, London–Gatwick, Manchester |
| TUI fly Belgium                 | Seasonal: Brussels, Ostend/Bruges |
| TUI fly Netherlands             | Seasonal: Amsterdam |
| TUI fly Nordic                  | Seasonal charter: Copenhagen, Gothenburg, Norrköping, Oslo, Stockholm–Arlanda |
| Tus Airways                     | Seasonal: Larnaca |
| Wizz Air                        | Seasonal: Cluj-Napoca, Vienna, Warsaw–Chopin |